# 宝町 (平塚市)
宝町（たからちょう）は、神奈川県平塚市の町名。丁目の設定のない単独町名である。住居表示実施済区域。

## 地理
平塚市の南部に位置し、東に老松町、南に代官町、西に紅谷町、北に宮の前と接している。

## 世帯数と人口
2023年（令和5年）9月1日現在（平塚市発表）の世帯数と人口は以下の通りである。
| 町丁 | 世帯数  | 人口  |
| ---- | ------- | ----- |
| 宝町 | 555世帯 | 844人 |

### 人口の変遷
国勢調査による人口の推移。
| 年                 | 人口 |
| ------------------ | ---- |
| 1995年（平成7年）  | 725  |
| 2000年（平成12年） | 698  |
| 2005年（平成17年） | 729  |
| 2010年（平成22年） | 804  |
| 2015年（平成27年） | 767  |
| 2020年（令和2年）  | 795  |

### 世帯数の変遷
国勢調査による世帯数の推移。
| 年                 | 世帯数 |
| ------------------ | ------ |
| 1995年（平成7年）  | 393    |
| 2000年（平成12年） | 394    |
| 2005年（平成17年） | 451    |
| 2010年（平成22年） | 478    |
| 2015年（平成27年） | 473    |
| 2020年（令和2年）  | 491    |

## 学区
市立小・中学校に通う場合、学区は以下の通りとなる（2023年8月時点）。
- 番・番地等 : 全域
  - 小学校 : 平塚市立崇善小学校
  - 中学校 : 平塚市立江陽中学校

## 事業所
2021年（令和3年）現在の経済センサス調査による事業所数と従業員数は以下の通りである。
| 町丁 | 事業所数  | 従業員数 |
| ---- | --------- | -------- |
| 宝町 | 338事業所 | 4,445人  |

### 事業者数の変遷
経済センサスによる事業所数の推移。
| 年                 | 事業者数 |
| ------------------ | -------- |
| 2016年（平成28年） | 385      |
| 2021年（令和3年）  | 338      |

### 従業員数の変遷
経済センサスによる従業員数の推移。
| 年                 | 従業員数 |
| ------------------ | -------- |
| 2016年（平成28年） | 4,938    |
| 2021年（令和3年）  | 4,445    |

## 交通

### 鉄道
- 東日本旅客鉄道（JR東日本） 東海道本線
  - 平塚駅

## 施設
- ラスカ平塚

## その他

### 日本郵便
- 郵便番号 : 254-0034[3]（集配局 : 平塚郵便局[15]）。